# Magnistipula devriesii
Magnistipula devriesii là một loài thực vật có hoa trong họ Cám. Loài này được Breteler mô tả khoa học đầu tiên năm 1995.